# チングディ湾
チングディ湾(バスク語: Txingudiko badia, スペイン語: Bahía de Chingudi, フランス語: Baie de Chingoudy)は、イベリア半島北部を流れるビダソア川の最下流部、スペインとフランスの国境にある湾。大西洋のビスケー湾に面している。

## 地理
ビダソア川は下流部でスペインとフランスの自然的国境を形成しており、チングディ湾の西側（左岸側）はスペイン領土、東側（右岸側）はフランス領土である。スペイン側にはバスク自治州・ギプスコア県のイルンやオンダリビア、フランス側にはヌーヴェル＝アキテーヌ地域圏・ピレネー＝アトランティック県のアンダイエがあり、これらの自治体はチングディ湾とビダソア川を挟んで国境を越えた都市圏を形成している。また、フランスのバイヨンヌからスペインのサン・セバスティアンまでの自治体で構成されるユーロシテ（広域地域圏）にも巻き込まれている。
オンダリビアのチングディ湾岸にはサン・セバスティアン空港があり、滑走路の末端部のすぐ先が国境となっている。チングディ湾は淡水と塩水が混ざり合う場所で、ヘラサギなどの野鳥観察のための重要な地域であり、自然保護区となっている。2002年にスペイン側はラムサール条約登録地となった。